# NGC 455
NGC 455 est une vaste galaxie lenticulaire située dans la constellation des Poissons. NGC 455 a été découverte par l'astronome allemand Albert Marth en 1864.

## Caractéristiques
Sa vitesse par rapport au fond diffus cosmologique est de 5 509 ± 22 km/s, ce qui correspond à une distance de Hubble de 81,3 ± 5,7 Mpc (∼265 millions d'al).
NGC 455 figure dans l'atlas Arp, sous la cote Arp 164, comme un exemple de galaxie avec des filaments diffus.

## Groupe de NGC 455
NGC 455 est la plus grosse galaxie d'un trio de galaxies qui porte son nom. Le groupe de NGC 455 comprend les galaxies NGC 455, NGC 446 (IC 89)  et NGC 467.